# Ordet fanger (film)
|  | Denne artikel er oprettet af botten PalnaBot ud fra en ekstern database. Den kan derfor have sproglige fejl eller mangler. Denne skabelon kan fjernes efter kontrol af indholdet. |

 For alternative betydninger, se Ordet fanger. (Se også artikler, som begynder med Ordet fanger)
Ordet fanger er en dokumentarfilm instrueret af Helle Hansen efter manuskript af Helle Hansen.

## Handling
Hvornår ophører et menneske, der er født i Danmark, taler flydende dansk og har dansk pas og statsborgerskab, med at være vores medborger? Hvad sker der, hvis vi nægter at acceptere et andet menneske som et medmenneske? Har ord konsekvenser? Det er nogle af de spørgsmål instruktøren, Helle Hansen rejser i debatfilmen, Ordet Fanger. Den handler om retorikken i udlændingedebatten som den har udviklet sig de sidste 25 år. Det, som dengang kun blev sagt af mennesker på den yderste højrefløj, er i dag almindeligt at sige blandt politikere henover midten i dansk politik. Tonen er blevet skærpet og grænser for hvad man anstændigvis kan tillade sig at sige om andre mennesker, har flyttet sig voldsomt. Filmen dykker tilbage gennem 25 års arkivoptagelser og trækker skræmmende spor op i den offentlige debat, hvor man stort set uimodsagt kan sige alt om andre mennesker. Og instruktøren stiller spørgsmålet: Skal vi acceptere det?